# Piattaforma continentale
     Sedimenti
     Roccia
     Mantello

Sedimenti
Roccia
Mantello

In geologia, la piattaforma continentale è la linea di demarcazione di un continente, la quale può distare anche centinaia di chilometri dal perimetro costiero; in genere termina nel punto in cui il pendio di uno strato aumenta fortemente la sua inclinazione. La superficie inclinata del fondale marino che segue questo punto è detta scarpata continentale, la quale porta al fondo degli oceani (detto piana abissale).

## Diritto internazionale
Secondo il diritto internazionale e la Convenzione di Montego Bay del 1982, allo Stato costiero sono attribuiti i diritti di sfruttamento economico della piattaforma continentale. In particolare, fermo restando il regime giuridico del mare e dello spazio aereo sovrastanti, gli Stati possono sfruttare in modo esclusivo le risorse minerali e gli idrocarburi presenti sul suolo e nel sottosuolo, e le risorse viventi sedentarie, nonché installare isole e circondarle di zone di sicurezza.
Storicamente, la piattaforma continentale è stata sottratta al fondo marino internazionale a partire dalla prima metà del Novecento, quando il presidente statunitense Harry Truman rivendicò diritti esclusivi di sfruttamento sull'area.